# Railroad Tycoon 3
Railroad Tycoon 3 – gra komputerowa z gatunku gier strategiczno-ekonomicznych, wydana przez firmę Take-Two Interactive w 2003 roku. Do dyspozycji użytkownika oddano 47 różnych lokomotyw począwszy od parowych, przez elektryczne aż do spalinowych, 28 kampanii i scenariuszy odwzorowujących historię kolejnictwa. Oprócz tego gra wyposażona jest w tryb wieloosobowy do gry w sieci lokalnej lub internecie i edytor map.

## Fabuła
Gracz wciela się w rolę magnata kolejowego, który zakłada swoje linie w Europie i USA. Może także inwestować w wiele gałęzi przemysłu (plantacje, kopalnie, fabryki) w zmiennym systemie gospodarczym.

## Cel gry
Celem gry jest zbudowanie trasy kolejowej do danego punktu oraz (nie w każdej planszy) wyeliminowanie swoich konkurentów i zdobycie jak największej sumy pieniędzy.